# Diocesi di Puerto Plata
La diocesi di Puerto Plata (in latino: Dioecesis Portus Argentarii) è una sede della Chiesa cattolica nella Repubblica Dominicana suffraganea dell'arcidiocesi di Santiago de los Caballeros. Nel 2021 contava 429.680 battezzati su 524.000 abitanti. È retta dal vescovo Julio César Corniel Amaro.

## Territorio
La diocesi comprende la provincia di Puerto Plata eccetto la sezione di Arroyo del Toro e il municipio di Gaspar Hernández e i distretti municipali di Jamao al Norte e Joba Arriba, nella provincia di Espaillat.
Sede vescovile è la città di Puerto Plata, dove si trova la cattedrale di San Filippo apostolo.
Il territorio è suddiviso in 32 parrocchie.

## Storia
La diocesi è stata eretta il 16 dicembre 1996 con la bolla Venerabilis Frater di papa Giovanni Paolo II, ricavandone il territorio dall'arcidiocesi di Santiago de los Caballeros.

## Cronotassi dei vescovi
Si omettono i periodi di sede vacante non superiori ai 2 anni o non storicamente accertati.
- Gregorio Nicanor Peña Rodríguez (16 dicembre 1996 - 24 giugno 2004 nominato vescovo di Nuestra Señora de la Altagracia en Higüey)
- Julio César Corniel Amaro, dal 31 maggio 2005

## Statistiche
La diocesi nel 2021 su una popolazione di 524.000 persone contava 429.680 battezzati, corrispondenti all'82,0% del totale.
| anno | popolazione | popolazione | popolazione | presbiteri | presbiteri | presbiteri | presbiteri                | diaconi | religiosi | religiosi | parrocchie |
| anno | battezzati  | totale      | %           | numero     | secolari   | regolari   | battezzati per presbitero | diaconi | uomini    | donne     | parrocchie |
| ---- | ----------- | ----------- | ----------- | ---------- | ---------- | ---------- | ------------------------- | ------- | --------- | --------- | ---------- |
| 1999 | 332.400     | 346.520     | 95,9        | 18         | 13         | 5          | 18.466                    | 14      | 8         | 40        | 32         |
| 2000 | 311.526     | 322.946     | 96,5        | 19         | 14         | 5          | 16.396                    | 14      | 7         | 40        | 36         |
| 2001 | 335.150     | 346.520     | 96,7        | 22         | 16         | 6          | 15.234                    | 14      | 8         | 41        | 19         |
| 2002 | 335.240     | 346.520     | 96,7        | 24         | 16         | 8          | 13.968                    | 15      | 9         | 42        | 23         |
| 2003 | 336.240     | 346.520     | 97,0        | 22         | 15         | 7          | 15.283                    | 15      | 7         | 41        | 23         |
| 2004 | 338.560     | 346.520     | 97,7        | 24         | 17         | 7          | 14.106                    | 15      | 7         | 43        | 31         |
| 2013 | 335.633     | 405.220     | 82,8        | 45         | 38         | 7          | 7.458                     | 24      | 7         | 46        | 31         |
| 2016 | 387.532     | 498.232     | 77,8        | 38         | 36         | 2          | 10.198                    | 26      | 2         | 39        | 31         |
| 2019 | 398.400     | 512.200     | 77,8        | 44         | 41         | 3          | 9.054                     | ?       | 3         | 39        | 32         |
| 2021 | 429.680     | 524.000     | 82,0        | 44         | 41         | 3          | 9.765                     | 34      | 3         | 39        | 32         |